# Сурдотехніка
Сурдотехніка — (від лат. Surdus — глухий і техніка) — розділ дефектології, що розробляє принципи користування технічних засобів для корекції й компенсації дефектів слуху та порушень мовлення, пов'язаних з дефектами слуху, і методику їх використання; сукупність спеціальних технічних засобів, призначення яких є корекція й компенсація порушень слуху і вад мовлення в глухих і слабочуючих; галузь приладобудування по розробці й виробництву таких засобів.